# 新中野ダム
新中野ダム（しんなかのダム）は、北海道函館市亀田中野町、二級河川・亀田川本流上流部に建設されたダムである。

## 概要
1960年（昭和35年）9月21日に函館市水道局（現・函館市企業局上下水道部）が建設した水道専用ダム「中野ダム」を元に、北海道の「亀田川総合開発事業」によって補助治水ダムとしてかさ上げ工事を行った補助治水ダムである。形式は重力式コンクリートダム。
1984年（昭和59年）に完成した。

函館地方は台風の北上ルートにあたり、その影響による洪水被害が発生している。特に1965年（昭和40年）の災害は大きかった。亀田川の河道は単断面で狭窄部が多く、洪水の流下能力は80m3/秒に満たなかった。またその流れは不安定で下流市街では流量が極めて少なく、汚水の流入等もあり不衛生な状態であった。これを受けて1970年（昭和45年）に北海道が治水対策と河川維持水の確保を目的として計画された。

## 中野ダム
基礎となった中野ダムの建設資材のうち砂は函館市の旧市街地が乗る陸繋砂州の東側の大森浜にかつてあった砂丘「大森山砂丘」の砂が活用された。

## 周辺
- ダム公園